# Victor Correia (futebolista)
Victor Correia (Bissau, 12 de janeiro de 1985) é um ex-futebolista profissional guineense que atuava como atacante.

## Carreira
Victor Correia representou o elenco da Seleção Guineense de Futebol no Campeonato Africano das Nações de 2008.